# Mengke Bateer
Mengke Bateer (in mongolo: Мөнхбаатар, 孟克巴特爾T, 孟克巴特尔S, Mèngkè Bātè'ěrP; Hanggin Banner, 20 novembre 1975) è un ex cestista e attore cinese.
Nel corso della carriera ha militato nel campionato cinese, nella NBA e nella Development League.

## Carriera
Sin da giovanissimo, fece diverse apparizioni nelle manifestazioni internazionali vestendo la maglia della nazionale cinese, mettendosi in buona luce. Divenne una stella del campionato cinese segnando 22 punti e 12 rimbalzi a partita.
Dal 1999 iniziò ad avere contatti con la NBA candidandosi al Draft ma senza venire scelto. Tuttavia 3 anni dopo nel 2002 andò ai Denver Nuggets con cui giocò le ultime 27 partite della stagione regolare con una media di 5,1 punti. Nell'estate del 2002 finì ai Pistons, ma venne immediatamente ceduto ai San Antonio Spurs, che in quell'annata vinsero il titolo. Per la stagione 2003-04, l'ultima della carriera in NBA, indossò la casacca dei Toronto Raptors. Nelle 46 partite giocate rimase in campo poco più di 10 minuti a partita.
Dopo aver militato per un breve periodo negli Huntsville Flight, squadra della NBA Development League, tornò a giocare in Cina per i Beijing Ducks. Con una stagione da 24,8 punti e 14,1 rimbalzi di media, condusse la squadra alle semifinali del campionato.
Con la nazionale cinese, Bateer ha giocato in tre Olimpiadi (1996, 2000 e 2004), un Campionato mondiale (1993) ed ha vinto un argento alle Universiadi (2001).

## Statistiche

### NBA

#### Regular Season
| Anno       | Squadra           | PG | PT | MP   | TC%  | 3P%  | TL%  | RP  | AP  | PRP | SP  | PP  |
| ---------- | ----------------- | -- | -- | ---- | ---- | ---- | ---- | --- | --- | --- | --- | --- |
| 2001-2002  | Denver Nuggets    | 27 | 10 | 15,1 | 40,2 | 33,3 | 78,4 | 3,6 | 0,8 | 0,4 | 0,2 | 5,1 |
| 2002-2003† | San Antonio Spurs | 12 | 0  | 3,8  | 23,5 | 33,3 | 0,0  | 0,8 | 0,3 | 0,0 | 0,0 | 0,8 |
| 2003-2004  | Toronto Raptors   | 7  | 0  | 5,7  | 57,1 | -    | -    | 1,1 | 0,1 | 0,1 | 0,0 | 1,1 |
| Carriera   | Carriera          | 46 | 10 | 10,7 | 39,1 | 33,3 | 74,4 | 2,5 | 0,6 | 0,2 | 0,1 | 3,4 |

## Filmografia
| Ano  | Titolo in Inglese        | Titolo originale | Ruolo       | Note  |
| ---- | ------------------------ | ---------------- | ----------- | ----- |
| 2005 | The Blue Xanadu          | 蔚藍色的杭蓋     | Yela        |       |
| 2009 | Bodyguards and Assassins | 十月圍城         | Wang Fuming |       |
| 2010 | Here Comes Fortune       | 財神到           | Gong        | cameo |

## Palmarès
- Campionato NBA: 1

San Antonio Spurs: 2003